# Kościół Najświętszej Maryi Panny Wniebowziętej w Czerlejnie
Kościół Najświętszej Maryi Panny Wniebowziętej w Czerlejnie – drewniany rzymskokatolicki kościół parafialny znajdujący się w Czerlejnie (gmina Kostrzyn, województwo wielkopolskie). Do rejestru zabytków został wpisany 22 grudnia 1932 pod numerem 2432/A.

## Historia i architektura

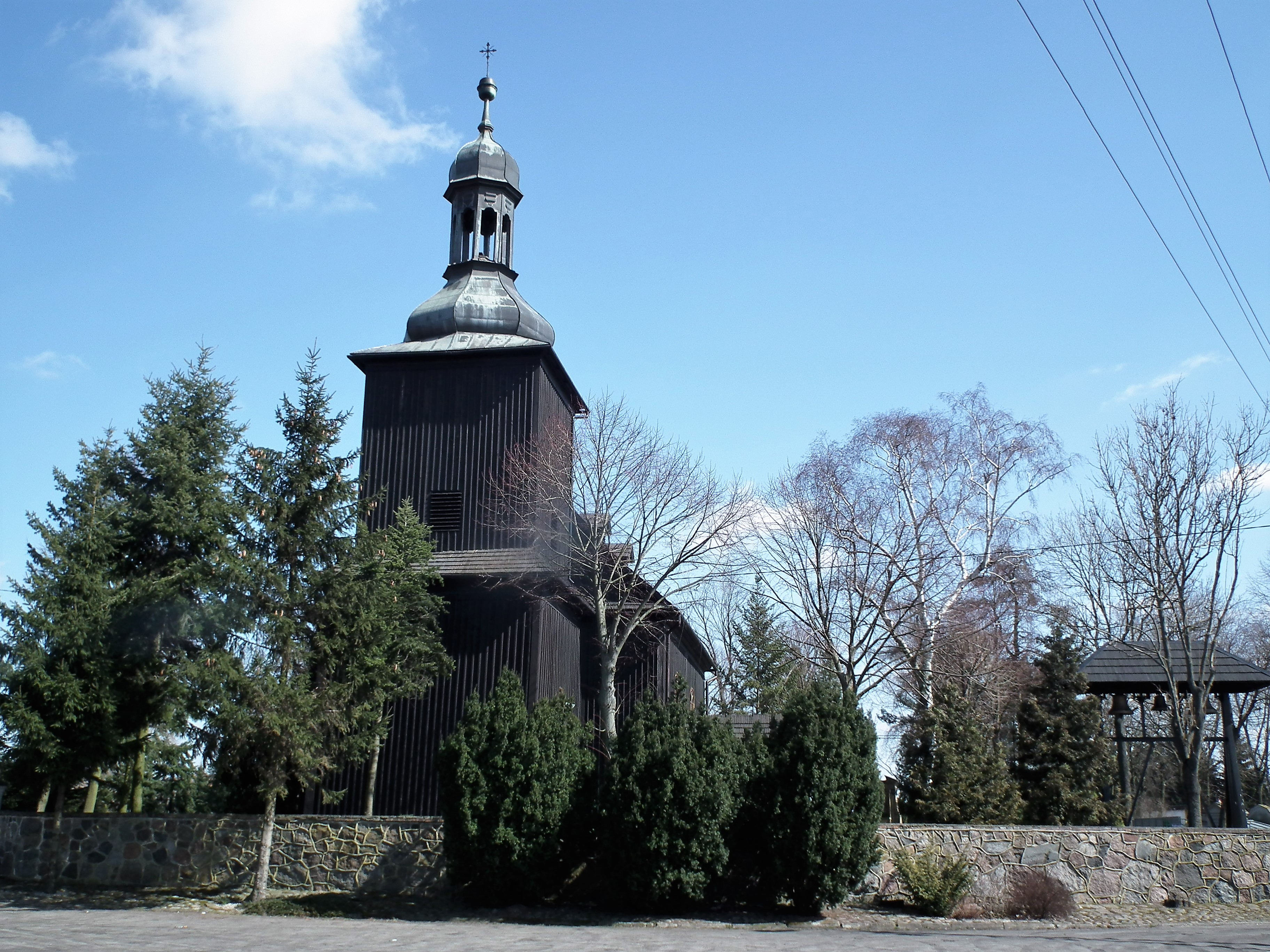
Widok od strony wieży i dzwonnicy

Parafia w Czerlejnie powstała na przełomie XI i XII wieku. Najstarsza wzmianka o obiekcie pochodzi z 1268. W latach 1257–1796 świątynia była własnością Kapituły Gnieźnieńskiej. Oprócz obecnego wezwania w 1510 odnotowano, że kościół miał też za patronów św. Idziego i św. Katarzynę. W 1616 powstał drugi kościół. 
Obecna, trzecia świątynia, drewniana, konstrukcji wieńcowej, kryta gontem powstała w 1743 z fundacji proboszcza Łukasza Lubaszowskiego i posiada wieżę z barokowym hełmem. Odnowiono go w 1958. Była konsekrowana 25 października 1767 przez biskupa Ludwika de Riaucoura.

## Wnętrze
Wyposażenie wnętrza (w tym ołtarz główny sprzed 1767, ambona i chrzcielnica) jest w większości rokokowe, z drugiej połowy XVIII wieku, ale do najcenniejszych jego elementów należy gotycka rzeźba Matki Bożej z Dzieciątkiem (koniec XIV wieku). Tabernakulum pochodzi z 1930, krzyż na nim i lichtarze z połowy XVIII wieku. Nad drzwiami do zakrystii umieszczona jest grupa pasyjna z drugiej połowy XVI wieku, wyrzeźbiona w warsztacie poznańskim, która do 1743 stała na belce tęczowej poprzedniego kościoła. Lewy ołtarz boczny jest rokokowy i powstał przed 1767 (zawiera obraz Ecce Homo z tego samego okresu). Po jego bokach stoją figury Matki Boskiej Bolesnej i św. Jana. Prawy ołtarz boczny jest także rokokowy i zbudowano go około 1767. Zawiera obraz św. Katarzyny z połowy XIX wieku. Ołtarz św. Marii Magdaleny jest również z 1767 roku.

## Otoczenie
Przy kościele stoi kropielnica romańska z XIII wieku pochodząca z pierwszego kościoła, murowana plebania z końca XIX wieku, a po drugiej stronie ulicy zlokalizowany jest neorenesansowy pałac. Na przykościelnym cmentarzu znajdują się okazałe grobowce rodziny Ziołeckich i Antoniostwa Wadyńskich, a także kilka nagrobków, m.in.:
- proboszcza Antoniego Formanowicza (ur. 29.5.1829, zm. 10.1.1913),
- proboszcza Teofila Wachowskiego (ur. 20.4.1878, zm. 25.2.1952),
- proboszcza Stanisława Remelskiego (ur. 8.11.1893, zm. 19.12.1949)[6].

Przy kościele stoi ponadto pomnik Z życia do życia ku czci Jana Pawła II (2007). 